# Campeonato Paraguaio de Futebol de 2023 – Segunda Divisão
A División Intermedia de 2023 foi a 105.ª edição da Segunda División, competição masculina equivalente à segunda divisão do futebol paraguaio e a 26.ª como División Intermedia.
O torneio foi organizado e dirigido pela Associação Paraguaia de Futebol (APF) e concedeu duas vagas para a Copa de Primera (primeira divisão) de 2024. Começou em 31 de março e terminou em 9 de outubro de 2023.
O Sol de América conquistou seu quarto título na competição, garantindo o campeonato faltando duas rodadas para o fim, após uma vitória por 2–1 sobre o Martín Ledesma. O outro time promovido foi o 2 de Mayo, que conquistou sua promoção com duas rodadas antes do final da temporada com um empate em 1–1 com o 3 de Febrero.

## Visão geral
| Nome oficial do campeonato | División Intermedia de 2023           |
| Organizadora               | Associação Paraguaia de Futebol (APF) |
| Patrocinador               | —                                     |
| Datas                      | 31 de março — 9 de outubro de 2023    |

## Regulamento
A divisão de prata do futebol paraguaio é constituída por 16 equipes e contará com fase única de dois turnos (jogos de ida e volta; turno e returno). O sistema adotado é o de pontos corridos, onde as equipes recebem 3 pontos por vitória, 1 por empate e nenhum em caso de derrota. Cada time fará 30 jogos, sendo 15 jogos como mandante e outros 15 como visitante.

### Promoção
Não há campeões por turnos, sendo declarado campeão o time que obtiver o maior número de pontos após as 30 rodadas. Além do título, o campeão, junto com o vice-campeão, garantem acesso à primeira divisão de 2024.

### Rebaixamento
Quanto à parte inferior da classificação, os três últimos colocados com base na média de pontos das três últimas temporadas caem automaticamente para a terceira divisão de 2024.

### Critérios de desempate
Em caso de empate em pontos ganhos entre 2 (dois) ou mais clubes, o desempate, para efeito de classificação final, será efetuado observando-se os critérios abaixo:
1. Jogo de desempate (somente para decidir o campeão, o acesso e o rebaixamento);
2. Melhor saldo de gols;
3. Mais gols pró (marcados);
4. Mais gols pró como visitante;
5. Sorteio.[4][5]

## Classificação
- Atualizado até 9 de outubro de 2023.

| Pos | Equipes             | Pts | J  | V  | E  | D  | GP | GC | SG  |
| --- | ------------------- | --- | -- | -- | -- | -- | -- | -- | --- |
| 1º  | Sol de América      | 67  | 30 | 21 | 4  | 5  | 46 | 25 | 21  |
| 2º  | 2 de Mayo           | 57  | 30 | 16 | 9  | 5  | 46 | 23 | 23  |
| 3º  | Independiente CG    | 51  | 30 | 14 | 9  | 7  | 53 | 35 | 18  |
| 4º  | Deportivo Recoleta  | 51  | 30 | 15 | 6  | 9  | 59 | 45 | 14  |
| 5º  | Fernando de la Mora | 48  | 30 | 14 | 6  | 10 | 40 | 31 | 9   |
| 6º  | Rubio Ñu            | 44  | 30 | 12 | 8  | 10 | 42 | 44 | −2  |
| 7º  | Deportivo Santaní   | 44  | 30 | 12 | 8  | 10 | 41 | 43 | −2  |
| 8º  | Sportivo Carapeguá  | 43  | 30 | 11 | 10 | 9  | 43 | 31 | 12  |
| 9º  | Pastoreo FC         | 43  | 30 | 11 | 10 | 9  | 37 | 31 | 6   |
| 10º | San Lorenzo         | 42  | 30 | 11 | 9  | 10 | 35 | 27 | 8   |
| 11º | 3 de Febrero        | 39  | 30 | 11 | 6  | 13 | 39 | 42 | −3  |
| 12º | Atlético Colegiales | 32  | 30 | 9  | 5  | 16 | 29 | 44 | −15 |
| 13º | Martín Ledesma      | 31  | 30 | 8  | 7  | 15 | 30 | 41 | −11 |
| 14º | 24 de Setiembre     | 29  | 30 | 7  | 8  | 15 | 38 | 52 | −14 |
| 15º | Atyrá FC            | 26  | 30 | 7  | 5  | 18 | 32 | 58 | −26 |
| 16º | 12 de Octubre (I)   | 14  | 30 | 2  | 8  | 20 | 24 | 62 | −38 |

|  | 0Campeão da segundona. Promovido para a primeira divisão de 2024 |
|  | 0Promovido para a primeira divisão de 2024                       |

| Fonte: APF (em castelhano) — Soccerway (em português) — Tigo Sports (em castelhano) |

## Classificação por média
- Atualizado até 9 de outubro de 2023.

| Pos | Equipes             | Média | Pts | J  | 2021 | 2022 | 2023 |
| --- | ------------------- | ----- | --- | -- | ---- | ---- | ---- |
| 1º  | Sol de América      | 2.233 | 67  | 30 | —    | —    | 67   |
| 2º  | Deportivo Recoleta  | 1.700 | 51  | 30 | —    | —    | 51   |
| 3º  | Pastoreo            | 1.600 | 96  | 60 | —    | 53   | 43   |
| 4º  | San Lorenzo         | 1.585 | 149 | 94 | 53   | 54   | 42   |
| 5º  | Independiente CG    | 1.521 | 143 | 94 | 51   | 41   | 51   |
| 6º  | Fernando de la Mora | 1.516 | 141 | 94 | 45   | 48   | 48   |
| 7º  | Sportivo Carapeguá  | 1.433 | 43  | 30 | —    | —    | 43   |
| 8º  | Rubio Ñu            | 1.351 | 127 | 94 | 39   | 44   | 44   |
| 9º  | 2 de Mayo           | 1.298 | 122 | 94 | 36   | 29   | 57   |
| 10º | 3 de Febrero CDE    | 1.298 | 122 | 94 | 48   | 35   | 39   |
| 11º | Martín Ledesma      | 1.267 | 76  | 60 | —    | 45   | 31   |
| 12º | Deportivo Santaní   | 1.255 | 118 | 94 | 41   | 33   | 44   |
| 13º | Atlético Colegiales | 1.133 | 68  | 60 | —    | 36   | 32   |
| 14º | Atyrá               | 1.117 | 105 | 94 | 43   | 36   | 26   |
| 15º | 24 de Setiembre VP  | 0.967 | 29  | 30 | —    | —    | 29   |
| 16º | 12 de Octubre       | 0.467 | 14  | 30 | —    | —    | 14   |

|  | 0Rebaixados para a terceira divisão de 2024 |

| Fonte: APF (em castelhano) |

## Premiação
| División Intermedia de 2023 Segunda Divisão do Campeonato Paraguaio de Futebol |
| ------------------------------------------------------------------------------ |
| Club Sol de América Campeão (4° título da segunda divisão)                     |